# Красне Польцо
Кра́сне По́льцо (рос. Красное Польцо, ерз. Красное Польцо) — селище у складі Дубьонського району Мордовії, Росія. Входить до складу Чеберчинського сільського поселення.

## Населення
Населення — 7 осіб (2010; 10 у 2002).
Національний склад (станом на 2002 рік):
- росіяни — 90 %